# 亨利·爱德华·曼宁
亨利·爱德华·曼宁（Henry Edward Manning，1808年7月15日—1892年1月14日），天主教英国威斯敏斯特总教区总主教，枢机主教。

## 早年
亨利·爱德华·曼宁生于英格兰赫特福德郡，是家中年紀最小的兒子，排行老三。他的父亲威廉·曼宁在印度从商多年，之後先擔任英格兰银行的董事之後更在1812年至1813年間擔任行长一職。也擔任30幾年的英國國會議員。他的母親玛丽·曼宁(-1847)，是比奇希爾的亨利·勒羅伊·亨特之女，以及克勞狄·史帝芬·亨特第一代從男爵的姊妹，來自一個有法國血統的家族。

## 担任圣公会牧师
在1832年回到牛津大學时，他當選為墨頓學院的院士，並在英格蘭教會擔任執事，並獲得了按立。1833年1月，他成為西薩塞克斯郡拉文頓-格拉夫漢姆校長約翰·薩金特的策展人。1833年5月薩金特去世後，由於薩金特母親的贊助，他繼任了他的校長。曼寧於1833年與約翰·薩金特的女兒卡羅（Caroline）結婚。